# Tillandsia welzii
Tillandsia welzii là một loài thực vật có hoa trong họ Bromeliaceae. Loài này được Ehlers miêu tả khoa học đầu tiên năm 1991.